# Gornja Radgona
Gornja Radgona (en alemany Oberradkersburg) és una ciutat i municipi d'Eslovènia. Té una població de 3,052 habitants (2017).

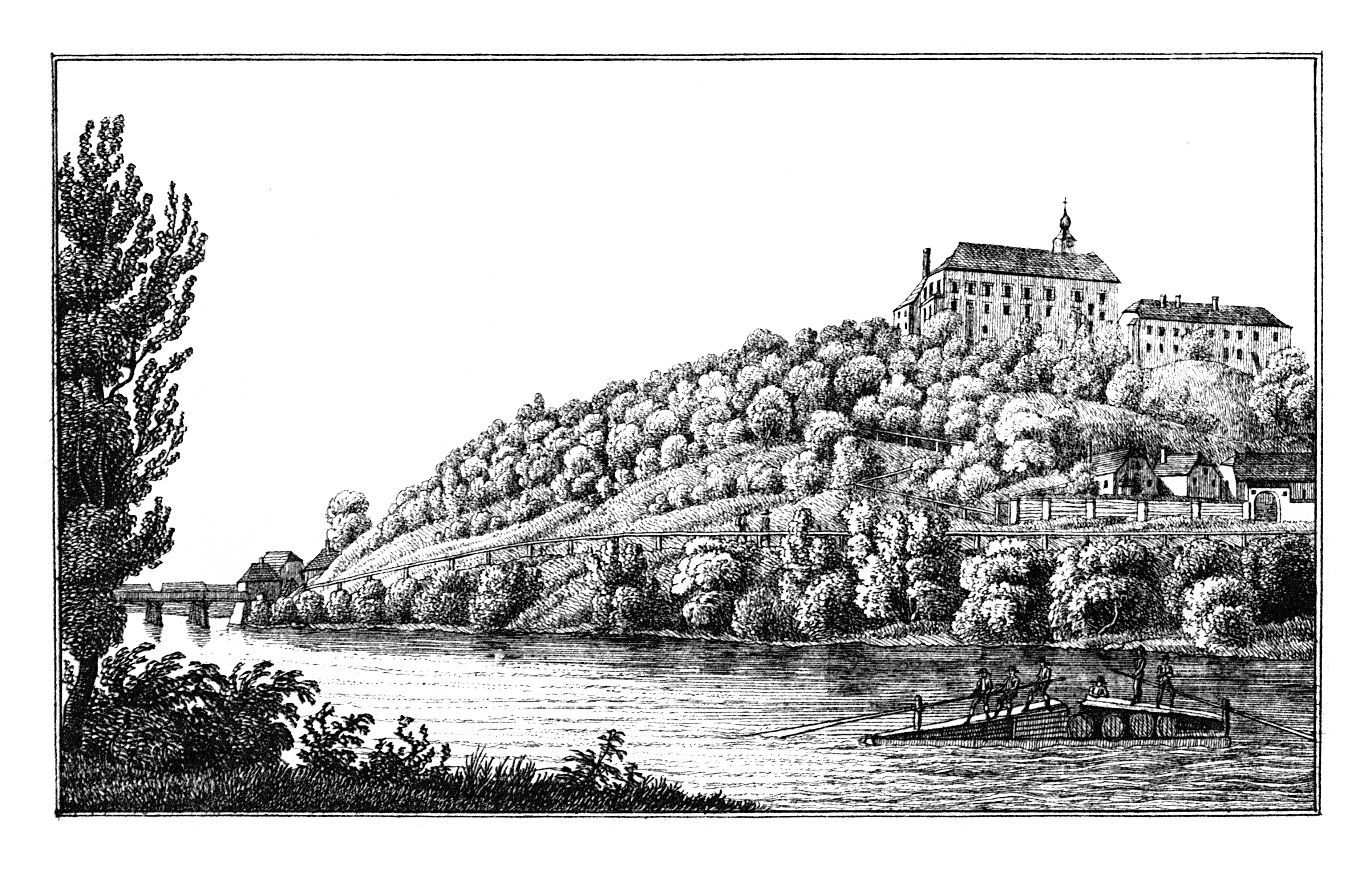
El castell Oberradkersburg el 1830

Antany s'hi trobava el castell protector de la ciutat estiriana de Bad Radkersburg, a la riba oposada del Mura, a Àustria. El desenvolupament conjunt de les dues entitats es va interrompre el 1919, quan Estíria es va dividir entre Àustria i Eslovènia després del Tractat de Saint-Germain-en-Laye. El Mura hi va esdevenir la frontera i l'antic suburbi de Radkersburg, d'ençà a Eslovènia, va desenvolupar un centre propi.
Durant la guerra dels deu dies del 1991, la comunitat va viure moments amargs en què es van haver de lamentar unes víctimes civils durant el conflicte amb l'exèrcit iugoslau i es van destruir alguns edificis.

## Llocs d'interés
El castell, propietat de l'estat, va fer-se malbé durant la segona guerra mundial. Va ser restaurat de manera barroera i va servir d'escola fins que el 1992 va ser llogat com a residència privada a un empresari que el va restaurar. El parc i parts del castell queden visitables.